# Early Underground
Albums de Moby
Moby
(1992) Ambient
(1993)
Early Underground est une compilation de Moby parue en 1993. Elle est composée de morceaux que l'artiste avait déjà sorti sous différents pseudonymes (Voodoo Child, Brainstorm, Barracuda ou encore UHF) dans sa première compilation nommée Instinct Dance et dans différents singles. Ces titres n'ayant pas été accessibles à tout le monde (sortie uniquement aux États-Unis), Moby décida de resortir  une compilation dans laquelle il garde le même pseudonyme (comme pour son 1er album qui est éponyme).
Pour l'anectode, Moby regrettera plus tard la couverture de cet album qu'il juge être la plus moche de tous ses albums.

## Liste des morceaux
| Early Underground | Early Underground    | Early Underground | Early Underground | Early Underground | Early Underground | Early Underground | Early Underground | Early Underground | Early Underground |
| No                | Titre                | Durée             |                   |                   |                   |                   |                   |                   |                   |
| ----------------- | -------------------- | ----------------- | ----------------- | ----------------- | ----------------- | ----------------- | ----------------- | ----------------- | ----------------- |
| 1.                | Besame               | 3:40              |                   |                   |                   |                   |                   |                   |                   |
| 2.                | Rock The House       | 4:29              |                   |                   |                   |                   |                   |                   |                   |
| 3.                | Move The Colors      | 4:03              |                   |                   |                   |                   |                   |                   |                   |
| 4.                | U.H.F. 3             | 5:13              |                   |                   |                   |                   |                   |                   |                   |
| 5.                | Party Time           | 4:12              |                   |                   |                   |                   |                   |                   |                   |
| 6.                | Protect Write        | 5:41              |                   |                   |                   |                   |                   |                   |                   |
| 7.                | Go (Original)        | 6:13              |                   |                   |                   |                   |                   |                   |                   |
| 8.                | Permanent Green      | 5:49              |                   |                   |                   |                   |                   |                   |                   |
| 9.                | Voodoo Child (Remix) | 3:54              |                   |                   |                   |                   |                   |                   |                   |
| 10.               | Drugs Fits The Face  | 3:49              |                   |                   |                   |                   |                   |                   |                   |
| 11.               | Time Signature       | 4:09              |                   |                   |                   |                   |                   |                   |                   |
| 12.               | Peace Head           | 5:14              |                   |                   |                   |                   |                   |                   |                   |
| 13.               | Barracuda            | 5:48              |                   |                   |                   |                   |                   |                   |                   |
| 14.               | Mobility             | 6:09              |                   |                   |                   |                   |                   |                   |                   |
| 15.               | M-Four               | 3:25              |                   |                   |                   |                   |                   |                   |                   |
| 71:48             |                      |                   |                   |                   |                   |                   |                   |                   |                   |